# Regina Weicker
Regina Weicker (* 4. Juni 1945; † 14. August 2003 in Chemnitz) war eine deutsche Hörspiel- und Drehbuchautorin.

## Leben und Werk
Weicker wuchs in Zöblitz auf und verbrachte nach dem Tod ihrer Mutter vier Jahre im Kinderheim. Sie erlernte den Beruf einer Verkäuferin  und qualifizierte sich zur Industriekauffrau. 1964 wurde sie Mitglied der Bezirksarbeitsgemeinschaft Epik im Bezirk Karl-Marx-Stadt. Ab 1975 war sie freischaffende Schriftstellerin, ab 1982 Mitglied des Schriftstellerverbandes der DDR.
Zwischen 1975 und 1988 sendete der Rundfunk der DDR mehrere Hörspiele Weickers. Mit Morgen kommt Alf belegte sie 1981 den zweiten Platz des Hörerpreises beim DDR-Kinderhörspielpreis. Sie schrieb außerdem mehrere Theaterstücke (Die Ausgezeichneten, 1974; König Eduards Moral, 1979; Der Diebstahl 1984) und die Drehbücher zu den Fernsehfilmen Das Gemeinschaftszimmer von Peter Deutsch (1978) und Wiederbegegnung von Georgi Kissimov (1982) sowie zu mehreren Folgen der Fernsehserie Polizeiruf 110.

## Hörspiele
- 1975: Die Ausgezeichneten – Regie: Joachim Staritz (Hörspielbearbeitung – Rundfunk der DDR)
- 1980: Morgen kommt Alf – Regie: Joachim Staritz (Original-Hörspiel, Kinderhörspiel – Rundfunk der DDR)
- 1981: Höhenflug – Regie: Detlef Kurzweg (Originalhörspiel, Kinderhörspiel – Rundfunk der DDR)
- 1981: Der falsche Fritz – Regie: Maritta Hübner (Originalhörspiel, Kinderhörspiel – Rundfunk der DDR)
- 1984: Mit dem Fahrrad nach Ungarn – Regie: Maritta Hübner (Originalhörspiel, Kinderhörspiel – Rundfunk der DDR)
- 1985: Ich – Baron Münchhausen – Regie: Maritta Hübner (Originalhörspiel, Kinderhörspiel – Rundfunk der DDR)
- 1986: Der Supermann – Regie: Walter Niklaus (Originalhörspiel, Kinderhörspiel – Rundfunk der DDR)
- 1987: Der Tausch – Regie: Maritta Hübner (Originalhörspiel, Kinderhörspiel – Rundfunk der DDR)